# Убыхский язык
Убы́хский язы́к (самоназвание /tʷaχəbza/) — вымерший язык, согласно генетической классификации языков относящийся к абхазо-адыгской семье. На нём говорили убыхи до начала 1990-х годов. Последний известный носитель языка Тевфик Эсенч умер в 1992 году в Турции в деревне Хаджиосман.

## Общие сведения
Первоначальная зона распространения убыхского языка — Черноморское побережье Кавказа, в настоящее время русифицированный регион Лазаревского, Центрального и Хостинского районов города Сочи.
В 1860-е годы в результате Кавказской войны убыхам был объявлен ультиматум с требованием либо принять российское подданство и переселиться в кубанские степи, либо переселиться в Османскую империю (ныне Турция). В основной своей массе убыхи предпочли выселение в Турцию. После выселения на Кавказе осталось 5—6 семей (около 40 человек), живших в адыгских аулах Кубанской области и около села Головинка, а также отдельные убыхи, смешавшиеся с местным адыгским населением.
В результате язык лишился естественного ареала. В Турции значительно усилилось вытеснение исконных убыхских слов турецкими, которое и до этого имело место. В результате чего, а также из-за ассимиляции с турками и черкесами, на данный момент в Турции проживает до 10 тысяч потомков убыхов; они сильно ассимилированы и говорят на турецком и черкесском языках.

## Фонетика
Убыхский язык известен своей уникальной фонетикой, он является одним из рекордсменов по звуковому разнообразию: по оценкам специалистов, в нём насчитывается 84 согласных звука (фонем), из которых четыре употреблялись только в заимствованных словах, и лишь два гласных. Большее количество согласных звуков наблюдается только в койсанских языках, распространённых в Южной Африке.
Вокализм: в убыхском языке 2 гласных фонемы — /a/ и /ə/.
Консонатизм:
|                      |                      | Губные  | Губные | Альвеолярные | Альвеолярные | Альвеолярные | Постальвеолярные | Постальвеолярные | Постальвеолярные | Постальвеолярные | Постальвеолярные | Палатальные | Велярные | Велярные | Велярные | Велярные | Увулярные | Увулярные | Увулярные     | Увулярные | Увулярные | Глоттальные |
| ламинальные закрытые | ламинальные закрытые | Губные  | Губные | Альвеолярные | Альвеолярные | Альвеолярные | ламинальные      | ламинальные      | апикальные       |                  |                  | Палатальные | Велярные | Велярные | Велярные | Велярные | Увулярные | Увулярные | Увулярные     | Увулярные | Увулярные | Глоттальные |
| простые              | фаринг.              | простые | лаб.   | латер.       | простые      | лаб.         | простые          | лаб.             | апикальные       | палат.           | простые          | Палатальные | лаб.     | фаринг.  | палат.   | простые  | лаб.      | фаринг.   | фариг. и лаб. |           |           | Глоттальные |
| -------------------- | -------------------- | ------- | ------ | ------------ | ------------ | ------------ | ---------------- | ---------------- | ---------------- | ---------------- | ---------------- | ----------- | -------- | -------- | -------- | -------- | --------- | --------- | ------------- | --------- | --------- | ----------- |
| Взрывные             | глухие               | p       | pˤ     | t            | tʷ           |              |                  |                  |                  |                  |                  |             | kʲ       | k        | kʷ       |          | qʲ        | q         | qʷ            | qˤ        | qˤʷ       | (ʔ)         |
| Взрывные             | звонкие              | b       | bˤ     | d            | dʷ           |              |                  |                  |                  |                  |                  |             | ɡʲ       | ɡ        | ɡʷ       |          |           |           |               |           |           |             |
| Взрывные             | абруптивные          | pʼ      | pˤʼ    | tʼ           | tʷʼ          |              |                  |                  |                  |                  |                  |             | kʲʼ      | kʼ       | kʷʼ      |          | qʲʼ       | qʼ        | qʷʼ           | qˤʼ       | qˤʷʼ      |             |
| Аффрикаты            | глухие               |         |        | t͡s           |              |              | t̠͡ʃ               |                  | ȶ͡ɕ               | ȶ͡ɕʷ              | ʈ͡ʂ               |             |          |          |          |          |           |           |               |           |           |             |
| Аффрикаты            | звонкие              |         |        | d͡z           |              |              | d̠͡ʒ               |                  | ȡ͡ʑ               | ȡ͡ʑʷ              | ɖ͡ʐ               |             |          |          |          |          |           |           |               |           |           |             |
| Аффрикаты            | Абруптивные          |         |        | t͡sʼ          |              |              | t̠͡ʃʼ              |                  | ȶ͡ɕʼ              | ȶ͡ɕʷʼ             | ʈ͡ʂʼ              |             |          |          |          |          |           |           |               |           |           |             |
| Фрикативные          | глухие               | f       |        | s            | (sʷ)         | ɬ            | ʃ                | ʃʷ               | ɕ                | ɕʷ               | ʂ                |             |          | x        |          |          | χʲ        | χ         | χʷ            | χˤ        | χˤʷ       | h           |
| Фрикативные          | звонкие              | v       | vˤ     | z            | (zʷ)         |              | ʒ                | ʒʷ               | ʑ                | ʑʷ               | ʐ                |             |          | ɣ        |          |          | ʁʲ        | ʁ         | ʁʷ            | ʁˤ        | ʁˤʷ       |             |
| Фрикативные          | абруптивные          |         |        |              |              | ɬʼ           |                  |                  |                  |                  |                  |             |          |          |          |          |           |           |               |           |           |             |
| Носовые              | Носовые              | m       | mˤ     | n            |              |              |                  |                  |                  |                  |                  |             |          |          |          |          |           |           |               |           |           |             |
| Аппроксиманты        | Аппроксиманты        |         |        |              |              | l            |                  |                  |                  |                  |                  | j           |          |          | w        | wˤ       |           |           |               |           |           |             |
| Вибранты             | Вибранты             |         |        | r            |              |              |                  |                  |                  |                  |                  |             |          |          |          |          |           |           |               |           |           |             |

## Комментарии
1. ↑  Тевфик Эсенч был прототипом главного героя романа Б. Шинкубы «Последний из ушедших». Тевфик Эсенч был информатором французского лингвиста Ж. Дюмезиля, как о языке, так и о культуре, верованиях и устройства жизни убыхов, которые он ранее почерпнул у своего деда Ибрагима, родившегося и выросшего в Убыхии.